# Eucalymnatus decemplex
Eucalymnatus decemplex är en insektsart som först beskrevs av Robert Newstead 1920.  Eucalymnatus decemplex ingår i släktet Eucalymnatus och familjen skålsköldlöss.
Artens utbredningsområde är Guyana. Inga underarter finns listade i Catalogue of Life.